# Beethovenpark (Köln)

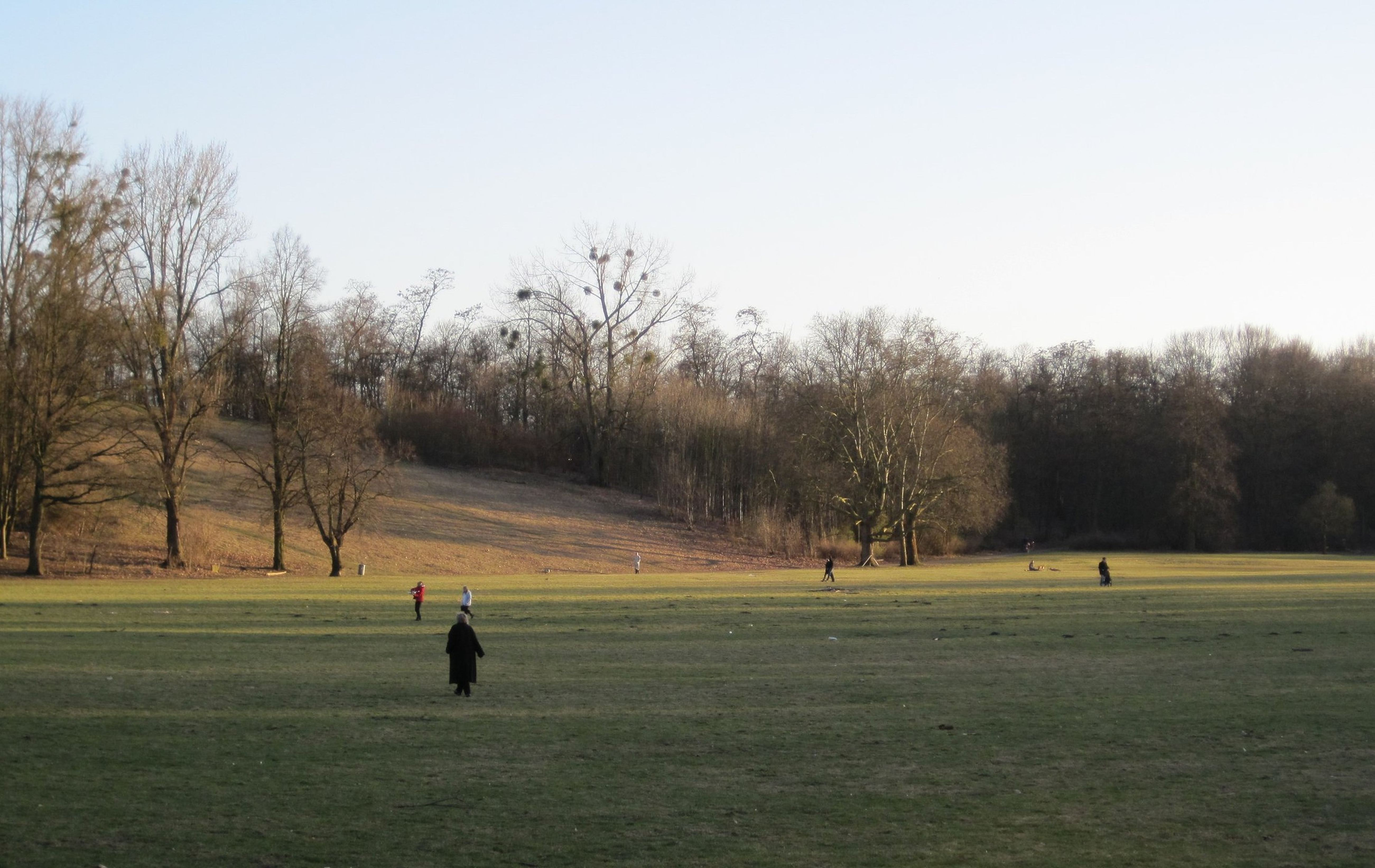
Beethovenpark, Blick auf den Pilzberg

Der Beethovenpark, einer der zahlreichen, in den 1920er Jahren entstandenen Grünanlagen der Stadt Köln, ist ein überwiegend naturbelassener Landschaftspark mit angeschlossenem Sondergarten.

## Lage
Der heute 40,4 Hektar große Park liegt im Kölner Südwesten, im Stadtteil Sülz. Er erstreckt sich zwischen der Neuenhöfer Allee im Norden, der Berrenrather Straße im Osten sowie der Castellauner Straße bzw. der Kleingartenanlage Sülz im Westen. Im Süden, jenseits des Militärrings geht der Park in den Äußeren Grüngürtel über.

## Entstehung als Teil des Grüngürtels

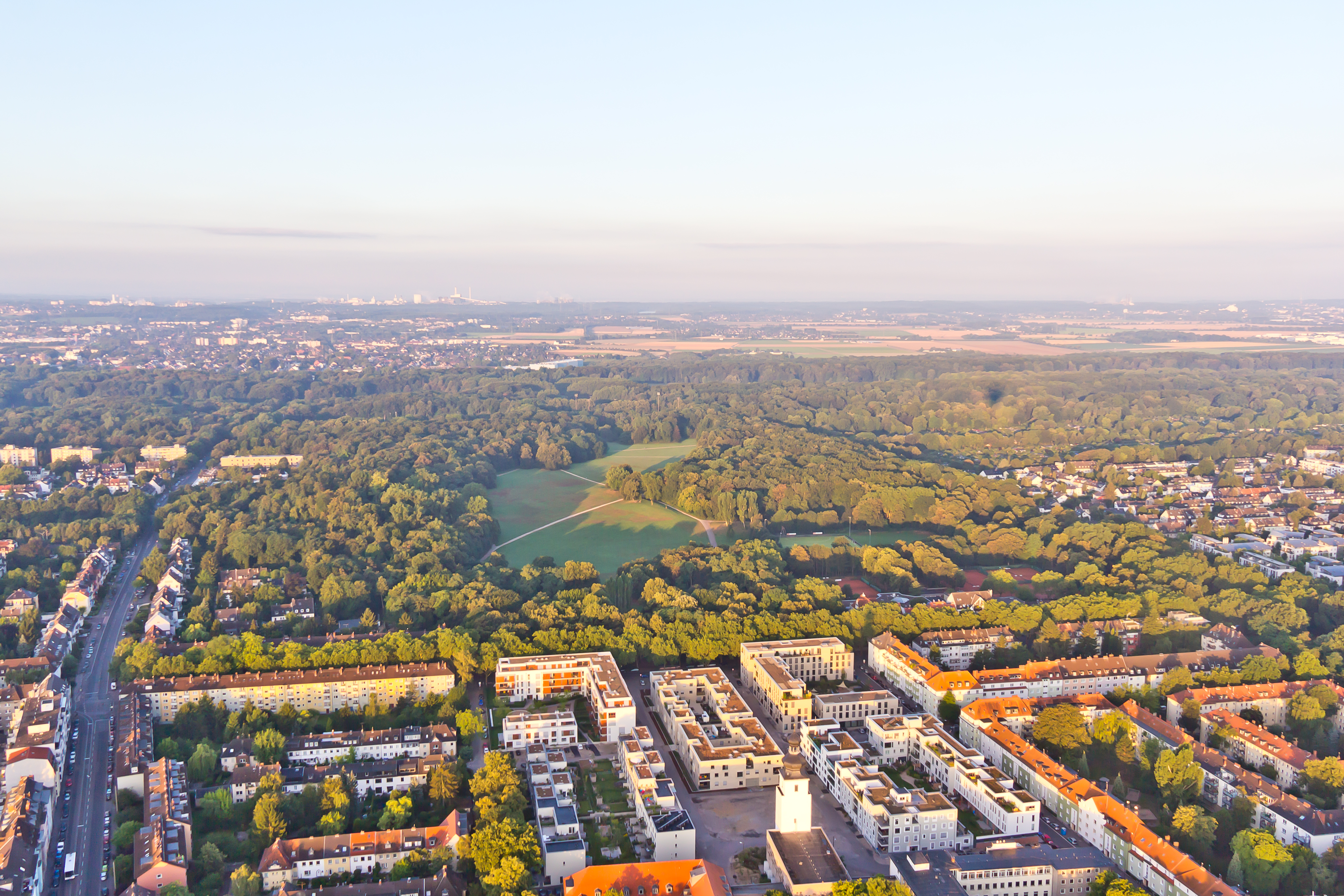
Beethovenpark mit der Kirche Zur Heiligen Familie

Der Beethovenpark, so benannt nach Ludwig van Beethoven, entstand in den 1920er Jahren im Zusammenhang mit der Anlage des Äußeren Grüngürtels. Nach den Plänen von Oberbürgermeister Konrad Adenauer sollte der Äußere Festungsgürtel nach dem Modell der Gartenstadt in einen Wald- und Wiesengürtel umgestaltet werden. Nach den Plänen des Stadtplaners Fritz Schumacher sollten Radialgrünzüge das Grün von außen in die Stadt hineintragen und zur Durchgrünung und Auflockerung der Bebauung beitragen. Wie die Bebauung von innen nach außen an Intensität und Dichte abnahm, sollten die Grüngestaltung mit zunehmender Nähe zur Stadt an Intensität zunehmen. In Sülz erfuhr der Grüngürtel nördlich der Militärringstraße seine Fortsetzung in eine Kleingartenanlage und einen Volkspark.
An Stelle der ehemaligen Esserschen Kiesgrube, die sich südlich der Neuenhöfer Allee erstreckte, plante Gartendirektor Fritz Encke 1924 einen zweiteiligen Volkspark. An einen regelmäßig gestalteten Sondergarten im Norden sollte sich ein naturbelassener Landschaftspark mit großer Volkswiese anschließen. Im südöstlichen Bereich war eine Freiluftschule geplant. Im Südwesten schloss sich eine Kleingartenanlage an. Durch weitere Grünanlagen sollte der Park bis in die Wohnquartiere verlängert werden. So reicht die Grünanlage zwischen Euskirchener- und Hollerather Straße bis an den Sülzgürtel. Im Osten stellt ein Grünzug die Verbindung zum Klettenbergpark her.

## Parkbeschreibung
Kurz vor Ende der Amtszeit von Fritz Encke begannen 1925 die Arbeiten zur Anlage des Volksparks Sülz, wie er zuerst genannt wurde. Enckes Nachfolger Theodor Nußbaum überarbeitete die Pläne und realisierte bis 1927 die Anlage.
Bei seiner Fertigstellung präsentierte sich der Volkspark Sülz als zweiteilige Anlage. An die Sondergärten schloss sich der landschaftlich gestaltete Teil an. Die große, abgesenkte Volkswiese mit ihren geschwungenen, überwiegend naturbelassenen Wegen wird von den kreisförmig gepflanzten Baumgruppen gegliedert. Im Westen und Südosten ging die Anlage in einen bewaldeten Bereich über und leitete so in den Grüngürtel hinüber. Im Osten wurde die Anlage 1953 durch die Aufschüttung eines langgestreckten Trümmerbergs verändert. Die ursprüngliche Wegeführung ist hier noch teilweise an der alten Baumbepflanzung erkennbar. Ein zweiter Sondergarten lag auf dem heutigen Gelände der Tennisplätze des KHCT Blau-Weiß.

### Die Sondergärten

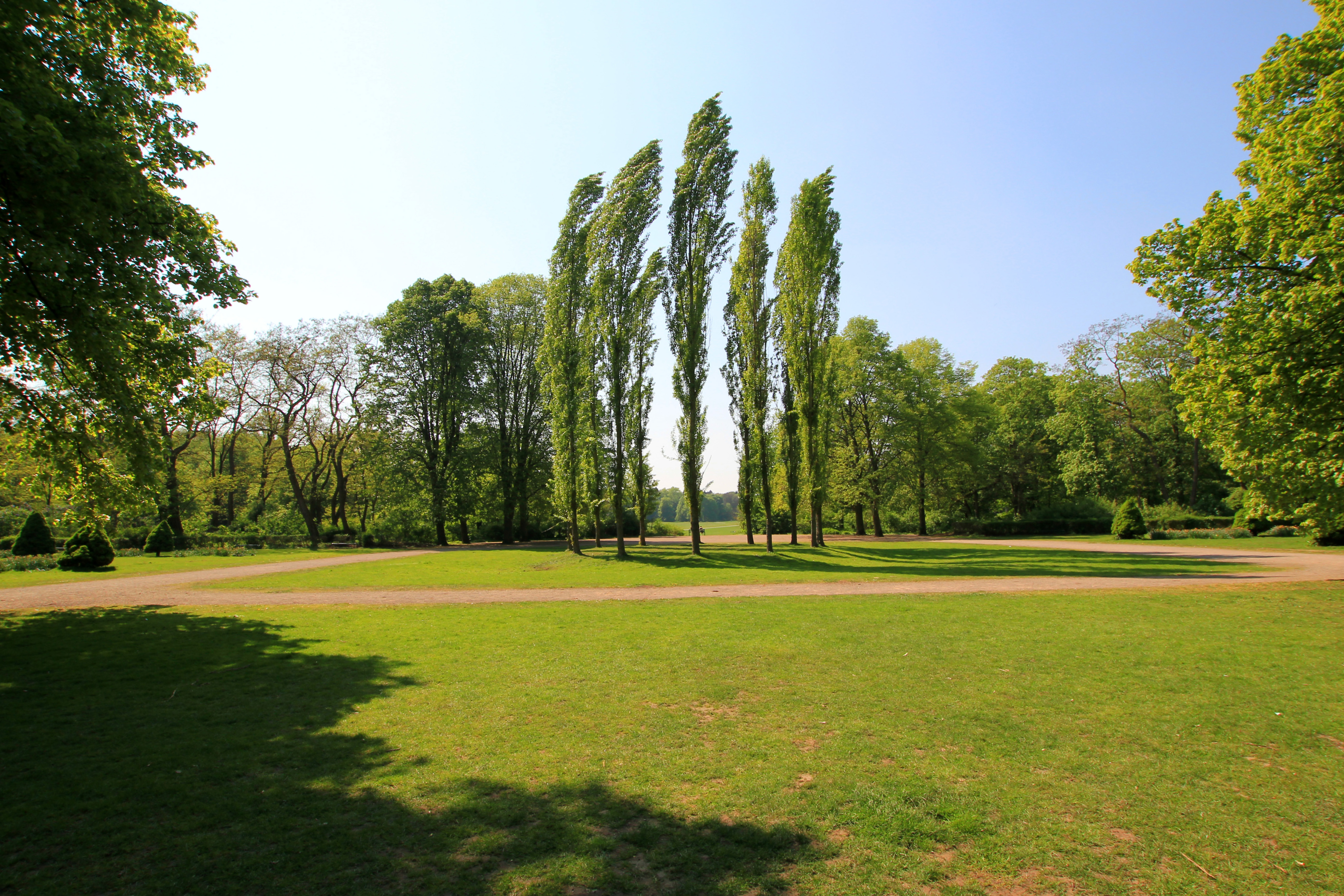
Beethovenpark, Zugang Neuenhöfer Allee

An der Neuenhöfer Allee lagen die streng gegliederten Sondergärten. Von einer rechteckig gepflanzten Baumreihe an der Neunhöfer Allee gelangt man in den Park. Beiderseits der eigentlichen Hauptachse (quer zur Neuenhöfer Allee) liegen in zwei Reihen jeweils zwei Rechtecke (insgesamt somit drei Parzellen). Links und rechts des ersten Rasenstücks liegen von hohen, alten Bäumen beschattete Spielplätze. Auf der zweiten Rasenfläche erhebt sich ein hoher Pappelkranz. Dieser Baumkranz war ein typisches Merkmal von Encke und in den 1920er Jahren ein beliebtes Gestaltungselement. Die Parzellen links und rechts davon waren ursprünglich als Rosengarten gestaltet. Aus finanziellen und pflegetechnischen Gründen wurde dieser in den 1990er Jahren entfernt. Man erkennt noch die von pyramidenartig geschnittenen Bäumen gesäumten Rasenflächen. Begrenzt wird dieser Bereich durch eine durchgängige Hecke mit Nischen und Ruhebänken. Südlich des Pappelkranzes führt die Sichtachse auf einen halbkreisförmig gestalteten Aussichtspunkt („Sülzer Balkon“), von dem man einen Panoramablick über den sich weit öffnenden Park mit dem Wechselspiel von Wald- und Freiräumen hat. In umgekehrter Richtung sieht man den Turm der Sülzer Waisenhauskirche.

### Die Volkswiese
Die ehemalige Kiesgrube wurde zu einer abgesenkten, großen Freifläche modelliert. Die an den Rändern ansteigende große Volkswiese erfuhr durch den bewaldeten Trümmerberg im Osten eine lebhafte Betonung. Kreisförmig gepflanzte Baumgruppen erheben sich, oft leicht erhöht, wie kleine Inseln aus der Weite der Anlage. Sie nehmen das Modell des Pappelkranzes im kleinen wieder auf. Ein südliches Pendant bildet der große Ring aus Nadelbäumen im Süden.

### Der Trümmerberg
Auf dem höchsten Punkt des sogenannten Pilzbergs, einem von elf Kölner Schutthügeln,
hat man von der überdachten Aussichtsplattform („Pilz“) einen freien Blick nach Norden und Westen. Der Hang des Hügels ist im Winter eine beliebte Rodelbahn.